# Jonos
Jonos International, Inc., originalmente Jonos, Ltd. (JL), más tarde Netcom Research, Inc., fue una empresa informática estadounidense activa desde 1980 hasta 1992. La empresa vendía una variedad de productos y sistemas de hardware informático, incluidos periféricos STD Bus, terminales inteligentes, microcomputadoras y computadoras portátiles. La computadora portátil Courier (más tarde rebautizada como Escort) de la compañía fue la primera microcomputadora vendida con las entonces nuevas unidades de disquete de 3,5 pulgadas de Sony en su lanzamiento en junio de 1982. Los sistemas de Jonos se utilizaron ampliamente en los campos de la construcción, obras viales, mecanizado y militar. : 123 

## Historia

### Fundación (1980-1982)
Jonos International fue fundada como Jonos, Ltd., por John R. Amos en Anaheim, California, en 1980. : V-12  : 91 El nombre Jonos es una contracción del nombre del fundador, aunque la empresa también jugó con su similitud homónima con el nombre del profeta Jonás, bromeando en la publicidad diciendo que sus productos eran «una ballena de negocio». Antes de fundar su empresa, Amos había trabajado para Computer Automation en Newport Beach, California, a finales de los años 1960.
Jonos fue inicialmente una empresa muy unida, con sólo 30 empleados en su nómina en agosto de 1983. : V-12 Sus primeros productos se anunciaron a finales de enero de 1982 como la JL-32K, una tarjeta RAM / EPROM para sistemas STD Bus que soporta hasta 32 KB de RAM y una EPROM de 2,7 KB  —y los terminales inteligentes Serie 100 y Serie 101 (el primero con teclado integrado, el segundo independiente).

### Líneas portátiles (1982-1987)

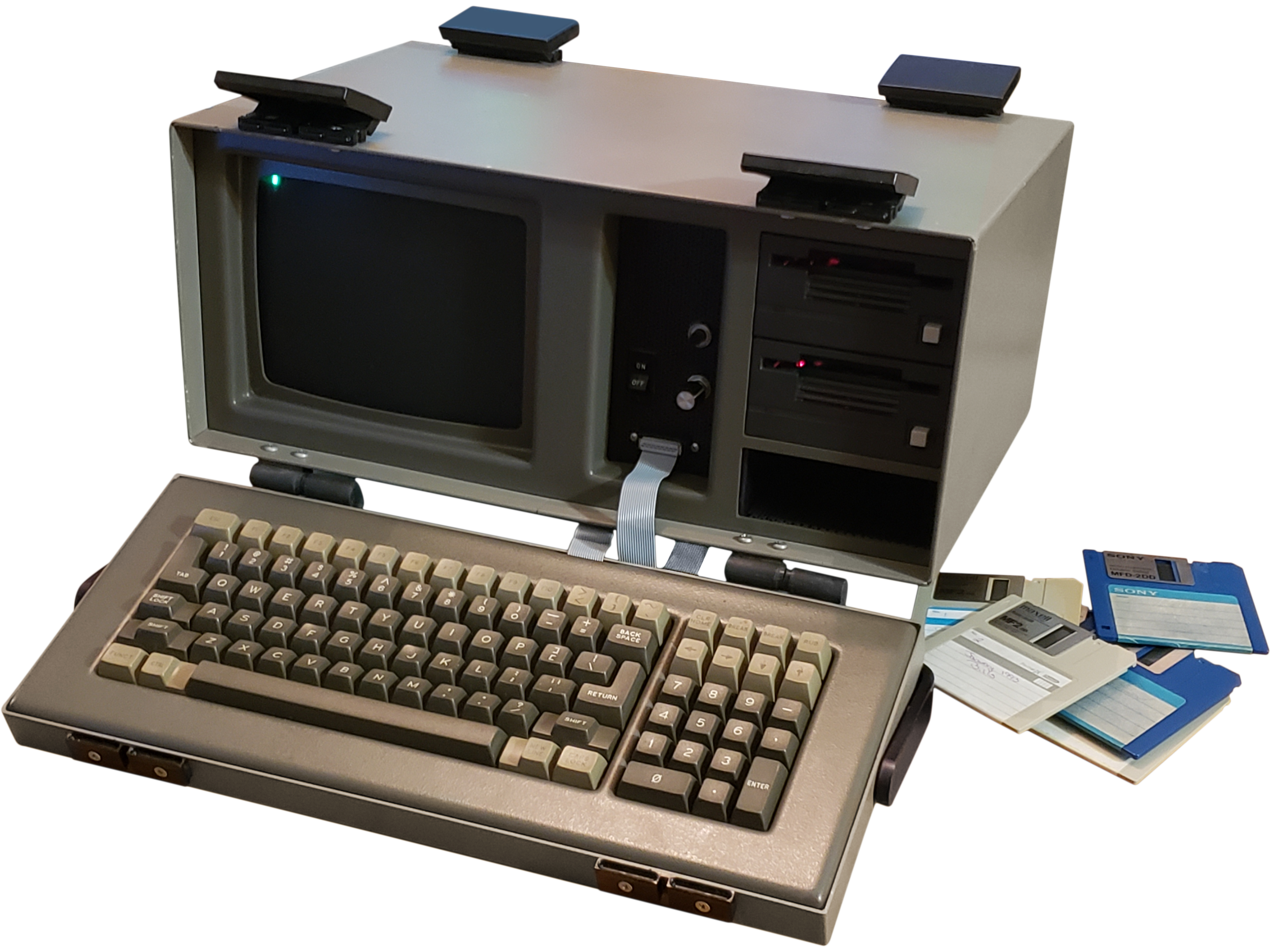
Un Jonos Escort C2150 de 1983, junto a una pila de disquetes de 3,5 pulgadas. Jonos fue la primera empresa en comercializar una computadora con unidades de disquete de 3,5 pulgadas.

En mayo de 1982, Jonos firmó un acuerdo con Sony Corporation, con sede en Japón, por un valor de más de 1 millón de dólares para que este último suministre sus unidades de disquete de 3,5 pulgadas recientemente lanzadas para su uso en las próximas microcomputadoras de Jonos. Estas microcomputadoras incluían la serie Courier de computadoras portátiles y las series Diplomat y Sentry de computadoras de escritorio. Esta alineación representó el debut de Jonos en el mercado de los sistemas informáticos. Aunque Sony había firmado un acuerdo mucho mayor con Hewlett-Packard (HP) para las unidades de disco de 3,5 pulgadas de Sony, por un valor de más de 30 millones de dólares, a principios de mayo, Jonos venció a Sony y HP en el mercado con un sistema informático que presentaba el formato de disquete de 3,5 pulgadas de Sony como medio de almacenamiento de datos con el lanzamiento de los portátiles Courier (Sony lanzó por primera vez un procesador de textos con la campaña en 1981). La línea Courier se dio a conocer públicamente menos de un mes después en la Conferencia Nacional de Computación en Houston, Texas, en junio de 1982, donde se le dio un precio de lista de 3.995 dólares estadounidenses. Las primeras unidades se enviaron el mismo mes. : D-31 
Los sistemas Courier inicialmente comprendían el Modelo 2100 y el Modelo 2500, el primero con dos unidades de disquete de 3,5 pulgadas y el segundo con una única unidad de disco de 3,5 pulgadas y una unidad de disco duro de  MB3 y ,5 pulgadas procedente de Rodime   : 81 Tanto el 2100 como el 2500 funcionan con el microprocesador Z80A de Zilog, con una frecuencia de 4 MHz. Mientras tanto, un microprocesador Intel 8085 independiente controla el controlador del teclado y la salida de vídeo. : 23 Como era común en las microcomputadoras basadas en Z80, la computadora venía con el sistema operativo de disco CP/M de Digital Research; poco común para la época, se distribuyó en un disco de 3,5 pulgadas, para funcionar en las unidades de disquete de última generación del sistema. Cada unidad Courier mide 17 x 13 x 7 plg (43,2 x 33,0 x 17,8 cm) y cuenta con monitores CRT de 9 pulgadas de ancho y teclados estilo Selectric de 92 teclas. : 91  Las maletas del Courier se construyeron con gruesas láminas de aluminio pulidas con chorro de arena, aptas para uso militar. También se ofreció un estuche de cuero opcional cosido por Gucci. Otra opción era una unidad de impresora de 10 libras que se fija a la parte posterior de la carcasa cuando se despliega, ampliando la profundidad de la computadora en cuatro pulgadas. Para futuras ampliaciones, los Courier ofrecen ocho ranuras internas para STD Bus.
En agosto de 1982, Jonos lanzó una letanía de tarjetas de expansión STD para el Courier, incluido un reloj en tiempo real, una batería de litio de respaldo de cinco años para la RAM, una tarjeta gráfica, un controlador de disco duro y RAM adicional. La compañía también comenzó a vender Couriers con discos duros extraíbles de 3,5 pulgadas de SyQuest ese mes. Simultáneamente, la compañía anunció que había firmado un acuerdo con Olivetti para atender las llamadas de servicio de los clientes estadounidenses de Jonos. : 22 En marzo de 1983, Jonos había comenzado a cambiar el nombre del Courier a Escort, : 55 después de que ITT Corporation hubiera presionado en una disputa de marcas registradas en las oficinas de Jonos; ITT había estado ofreciendo un sistema de terminal informático con el nombre Courier años antes que Jonos.
En el año fiscal 1982, Jonos recaudó entre 1 millón de dólares y $4,9 millones en ingresos. En abril de 1983 en COMDEX/Spring, Jonos presentó el modelo C68000, una computadora portátil impulsada por el microprocesador 68000 de Motorola y que ejecutaba el sistema operativo Unix. Se envió con 256 KB de memoria disponible, ampliable a 1 MB. : 70–71 La compañía lanzó simultáneamente el C2150, una versión mejorada del C2100 que presenta un procesador Z80B de 6 MHz más rápido y 128 KB de RAM conmutable por banco; También se envió con varias de las placas de expansión opcionales de Jonos incluidas en stock, como la tarjeta gráfica interna, una tarjeta de video compuesta externa, el reloj en tiempo real, una tarjeta de comunicaciones paralela y una tarjeta de interfaz de disquete que interactúa con una pantalla externa de ocho pulgadas. disco duro. En abril de 1984, Jonos presentó el C2600, un modelo de la gama Escort que reemplaza la unidad de disco duro Rodine de 5 MB del 2500 por una unidad de 10 MB.
En agosto de 1983, la empresa había vendido entre 100 y 500 unidades del Courier 2100. En enero de 1984, Jonos, Ltd. se reincorporó como Jonos International, Inc. y comenzó a vender sus productos directamente en el Reino Unido, con planes de expandirse a África, Asia, Australia, Europa y Japón. La empresa había estado vendiendo sus computadoras en Inglaterra a partir de junio de 1983, a través de su revendedor Group NH. A principios de 1984, Jonos trasladó su sede estadounidense de Anaheim a Fullerton, California. A finales de 1984, la empresa empleaba a 65 trabajadores. : V-19 
Jonos presentó su primera computadora compatible con IBM PC alrededor de marzo de 1984. Llamado Jonos 2150i, presentaba un Intel 8088 y tenía como opción dos unidades de disquete de 3,5 pulgadas, dos unidades de disquete de 360 KB y 5,25 pulgadas o dos unidades de disquete de 1,2 MB y 5,25 pulgadas. Con una caja hecha de acero resistente y un peso 31 libras (14,1 kg), PC World remarcó que se trataba de «el B-17 de los ordenadores portátiles».

### Cambio de marca y disolución (1987-1992)
En junio de 1987, C. Norman Campbell, vicepresidente de ingeniería de Jonos, adquirió la empresa de Amos y la reincorporó como Netcom Research, Inc., en Fountain Valley, California. Como Netcom, la empresa inicialmente produjo estaciones de trabajo basadas en los procesadores 80286, i386 e i486 de Intel. En julio de 1989, Netcom Research fue adquirida por Phoenix Group, una empresa de inversiones fundada por Chuck Missler y con sede en Newport Beach, por menos de 100 000 dólares. Los primeros productos de Netcom bajo el control de Phoenix fueron las tarjetas de expansión LAN para IBM PC y compatibles. A finales de septiembre de 1989, Netcom consiguió un premio de un contrato de 49 millones de dólares para vender los productos LAN de la empresa a través de un distribuidor internacional.
En septiembre de 1989, Phoenix recibió atención mundial cuando firmó un contrato con la Unión Soviética para proporcionar a esta última tres millones de computadoras personales en las aulas soviéticas y tres millones más de PC en las empresas soviéticas. Netcom Research, así como la otra subsidiaria de fabricación de computadoras de Phoenix, American PC Corporation, fabricarían las computadoras; Además, Phoenix iba a invertir en la construcción de fábricas de ordenadores en la Unión Soviética, utilizando como modelos Netcom y American PC. En abril de 1990, sin embargo, los soviéticos cancelaron el acuerdo después de darse cuenta de las escasas reservas de efectivo de Phoenix. Netcom Research se acogió al Capítulo 11 de la ley de bancarrotas en noviembre de 1990, seguido por la propia Phoenix en diciembre de 1990. Netcom se disolvió por completo en 1992.